# Baia Zeleneckaja
La baia Zeleneckaja (in russo губа Зеленецкая?, guba Zeleneckaja) è un'insenatura lungo la costa settentrionale russa, nell'oblast' di Murmansk, amministrata dal Kol'skij rajon. È situata nella parte centro-meridionale del mare di Barents.

## Geografia
La baia si apre verso nord, sulla costa settentrionale della penisola di Kola, circa 100 km a est della baia di Kola. La sua lunghezza è di circa 2 km mentre la sua larghezza massima è di 1,9 km al centro. La profondità massima è di circa 50 m all'ingresso.
La baia si dirama a sudovest nella più piccola baia di Oskar (бухта Оскара) su cui si affaccia il villaggio di Dal'nie Zelency.

Le coste sono alte e ripide e raggiungono un'altezza massima di 77 m s.l.m. Le acque sono soggette a variazioni di marea di 4 m.
Vi sfociano alcuni brevi corsi d'acqua, il maggiore dei quali è l'emissario del lago Zeleneckoe (озеро Зеленецкое).
Nella parte centrale si trovano le isole Zeleneckie (острова Зеленецкие), un gruppo di 11 tra isolotti e scogli.

## Storia
La baia è conosciuta fin dal XVII secolo come stazione di pesca. Dal 1935 fu sede della "stazione biologica di Murmansk AN SSSR" (MMBI) e dal 1989 della "stazione biologica stagionale MMBI".
A metà del XX secolo, sulle sponde della baia si trovava il kolchoz di pescatori "Zelency".
Tra il 1920 e il 1960, qui si sorgeva il villaggio di Zelency Darovye.